# أريغارون أحادي الزهرة
أريغارون أحادي الزهرة (الاسم العلمي:Erigeron uniflorus) هو نوع من النباتات يتبع جنس الأريغارون من الفصيلة النجمية.